# Niagara Falls (Ontario)
Pour les articles homonymes, voir Niagara Falls.

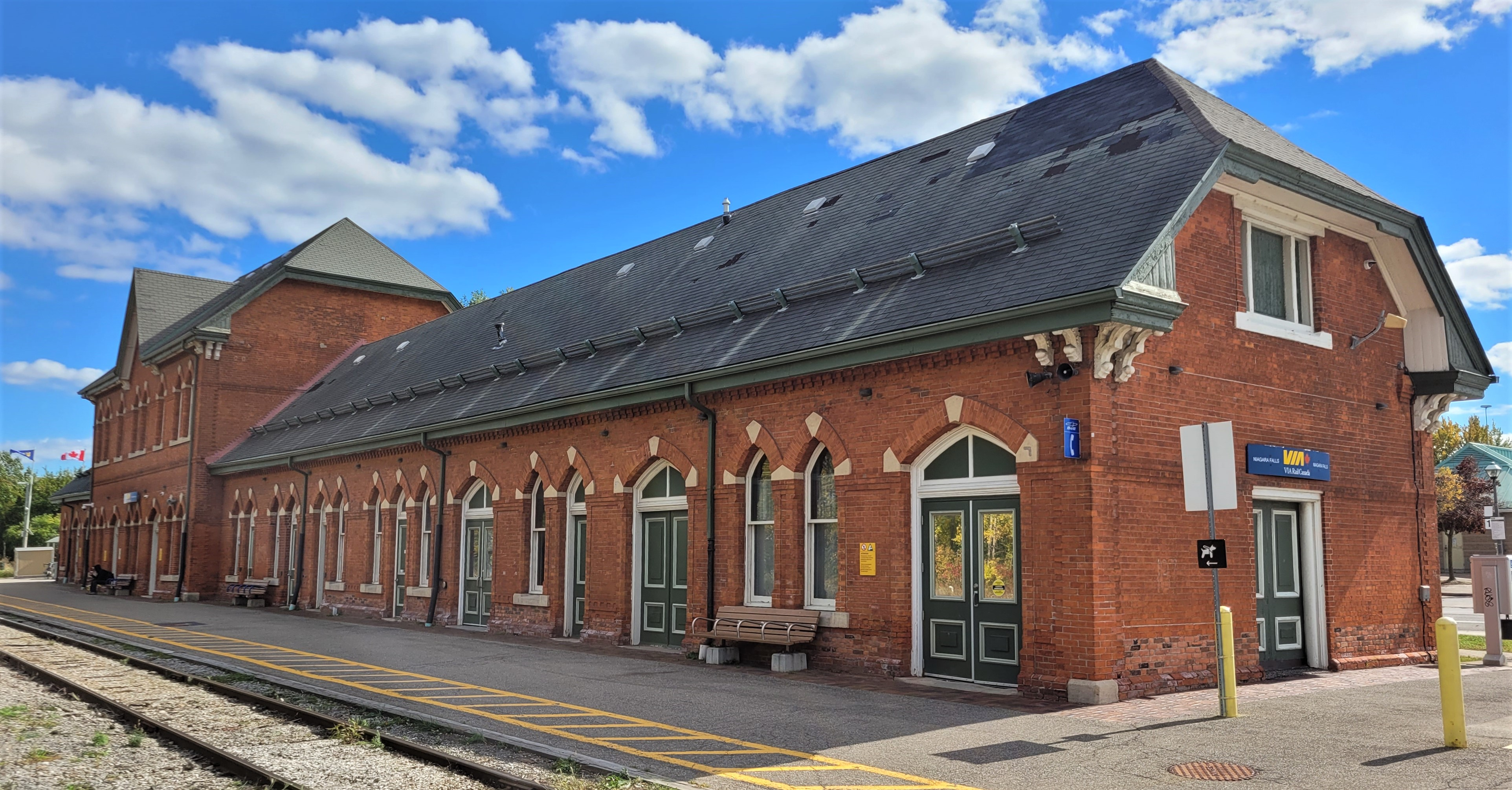
Gare de Niagara Falls (Ontario).

Niagara Falls est une municipalité du sud-est de l'Ontario, au Canada.
Outre sa renommée touristique, notamment en raison des chutes du Niagara, Niagara Falls est aussi une ville importante dont l'histoire est riche.

## Situation

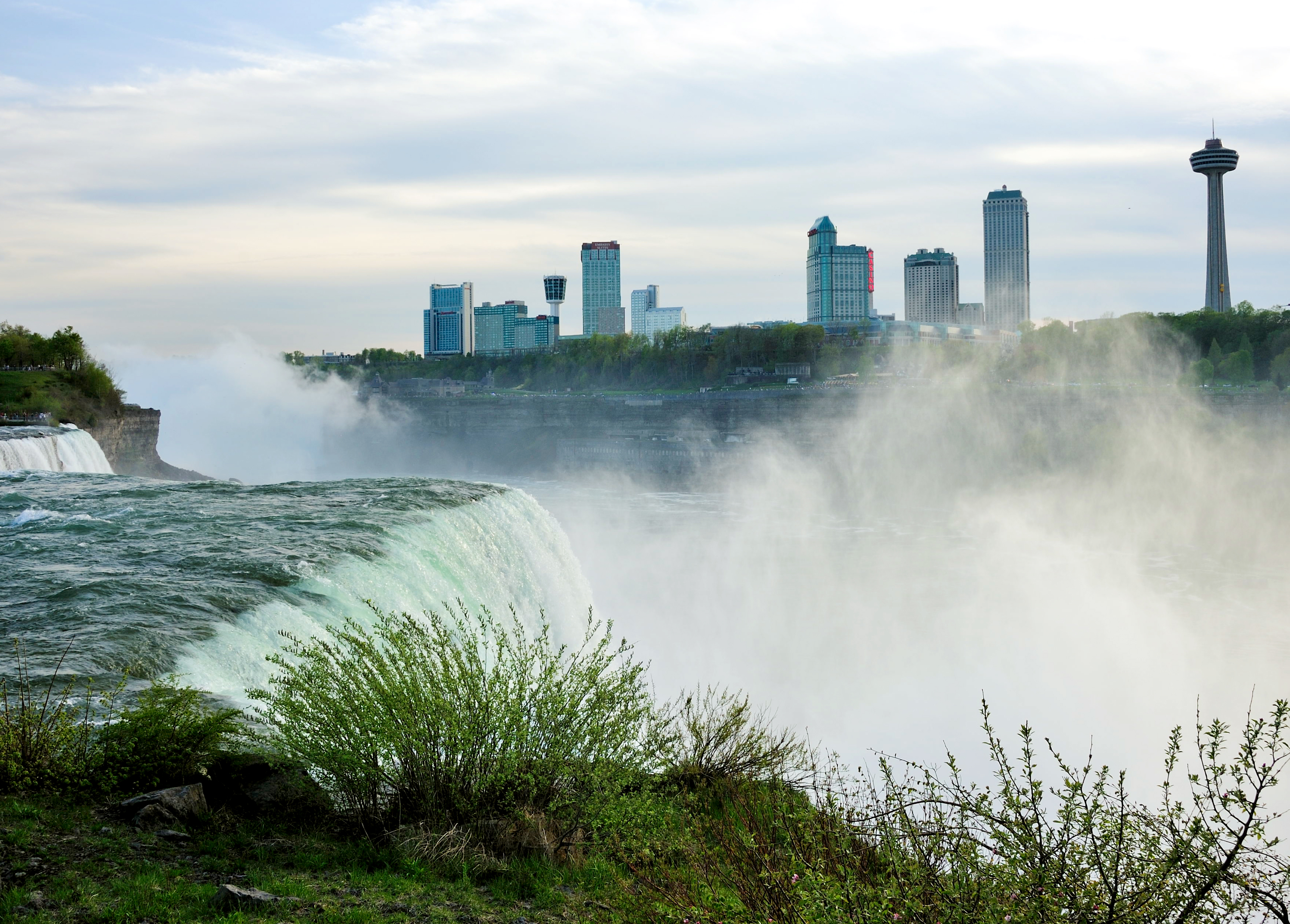
Centre-ville de Niagara Falls.

Niagara Falls est située sur la rive ouest de la Niagara. De l'autre côté de la rivière se trouve sa ville sœur, Niagara Falls, dans l'État américain de New York.
Niagara Falls est dominée par les célèbres chutes du Niagara sur la rivière du même nom, coulant du Lac Érié au sud vers le Lac Ontario au nord. Ce spectacle majestueux attire des centaines de milliers de touristes chaque année.
Du côté ontarien, le parc de la Reine Victoria permet de très bien voir gratuitement les chutes et un éclairage du soir les met en valeur. Les chutes sont aussi admirées depuis des tours de plusieurs étages, des bateaux, des hélicoptères, des ponts, des téléphériques et un tunnel sous les chutes.
Une aire touristique incite les touristes à prolonger leur séjour et rehausse[non neutre] l'attrait de la ville. On y vend tout ce qu'il faut pour que chaque goutte d'eau soit photographiée ainsi que tous les amusements pour touristes. De plus en plus, Niagara Falls est également connue pour son casino, Casino Niagara. On y retrouve également un parc d'attractions centré sur les spectacles aquatiques, le Marineland du Canada.

## Histoire

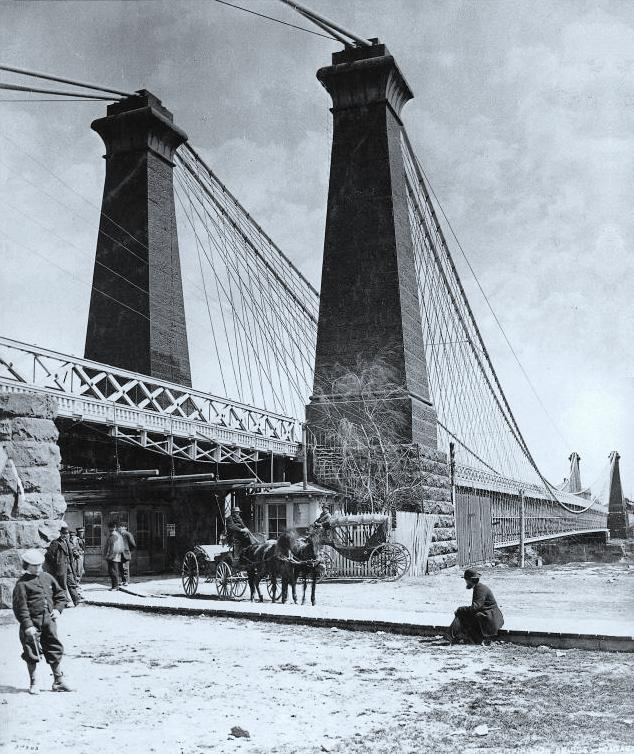
Pont suspendu, 1869.

Avant de s'appeler Niagara Falls, cette ville a porté le nom de Drummondville. Le village de Drummondville fut fondé dans le Haut Canada en 1800.
En 1881, la ville de Drummondville changea son nom pour la municipalité de Niagara Falls.
L'année de la constitution de la ville est 1903.

En 1904, trois villes fusionnent, Niagara Falls, Clifton et Elgin, pour former la ville de Niagara Falls.

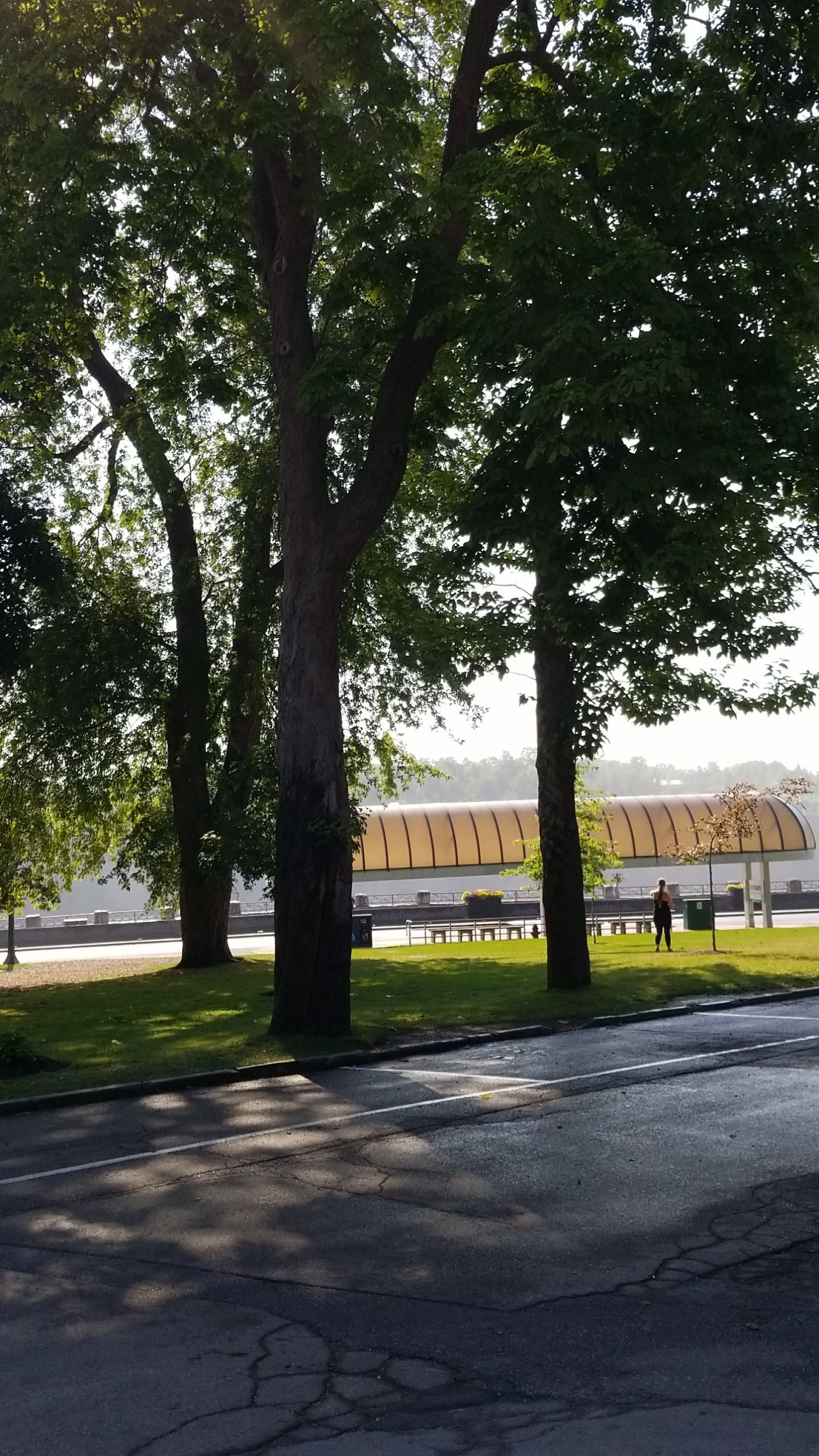
Parc à Niagara Falls.

## Toponyme
La ville doit son nom aux chutes du Niagara.

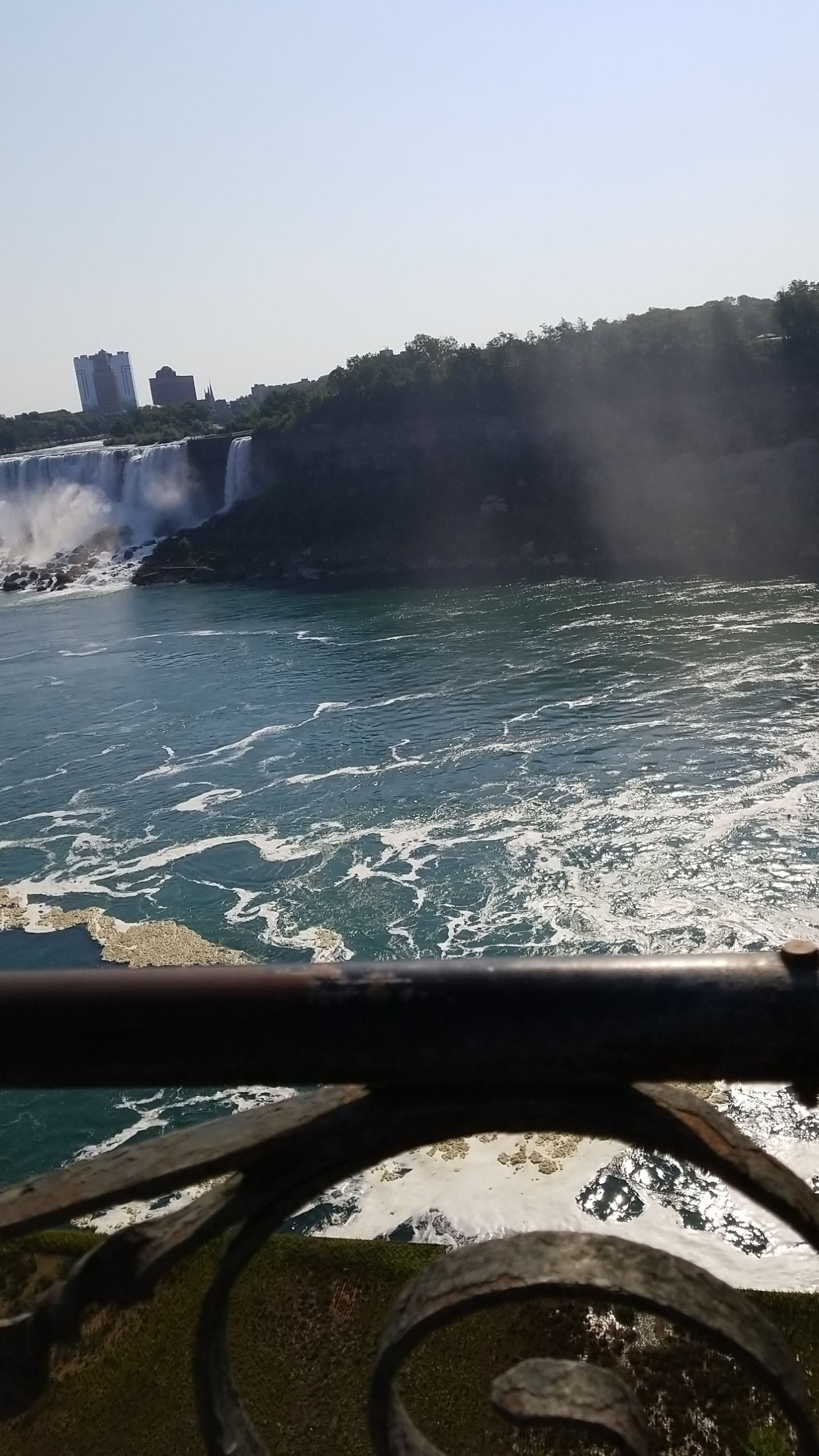
Vue de l'eau et des chutes.

## Démographie

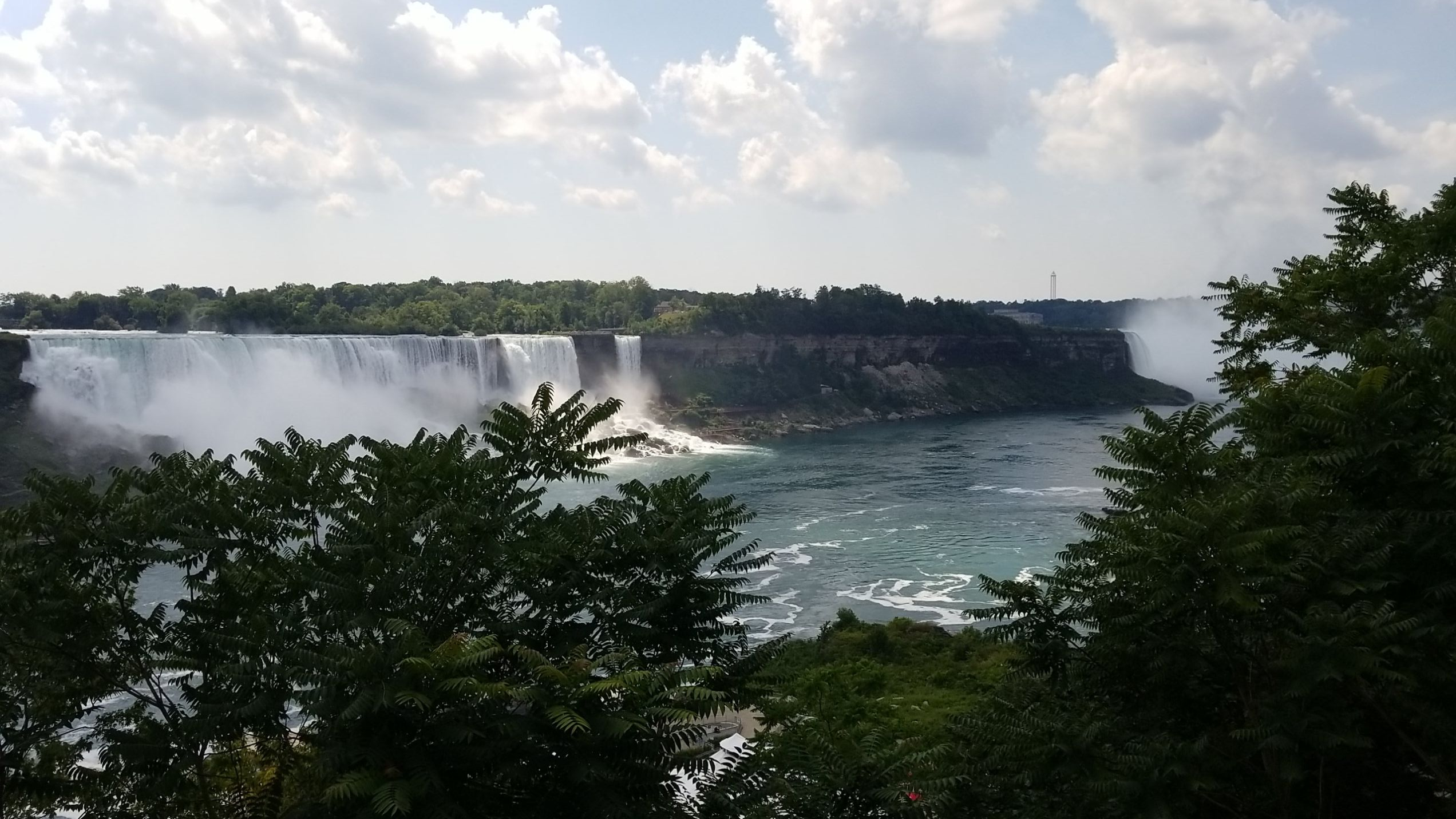
Les chutes du Niagara.

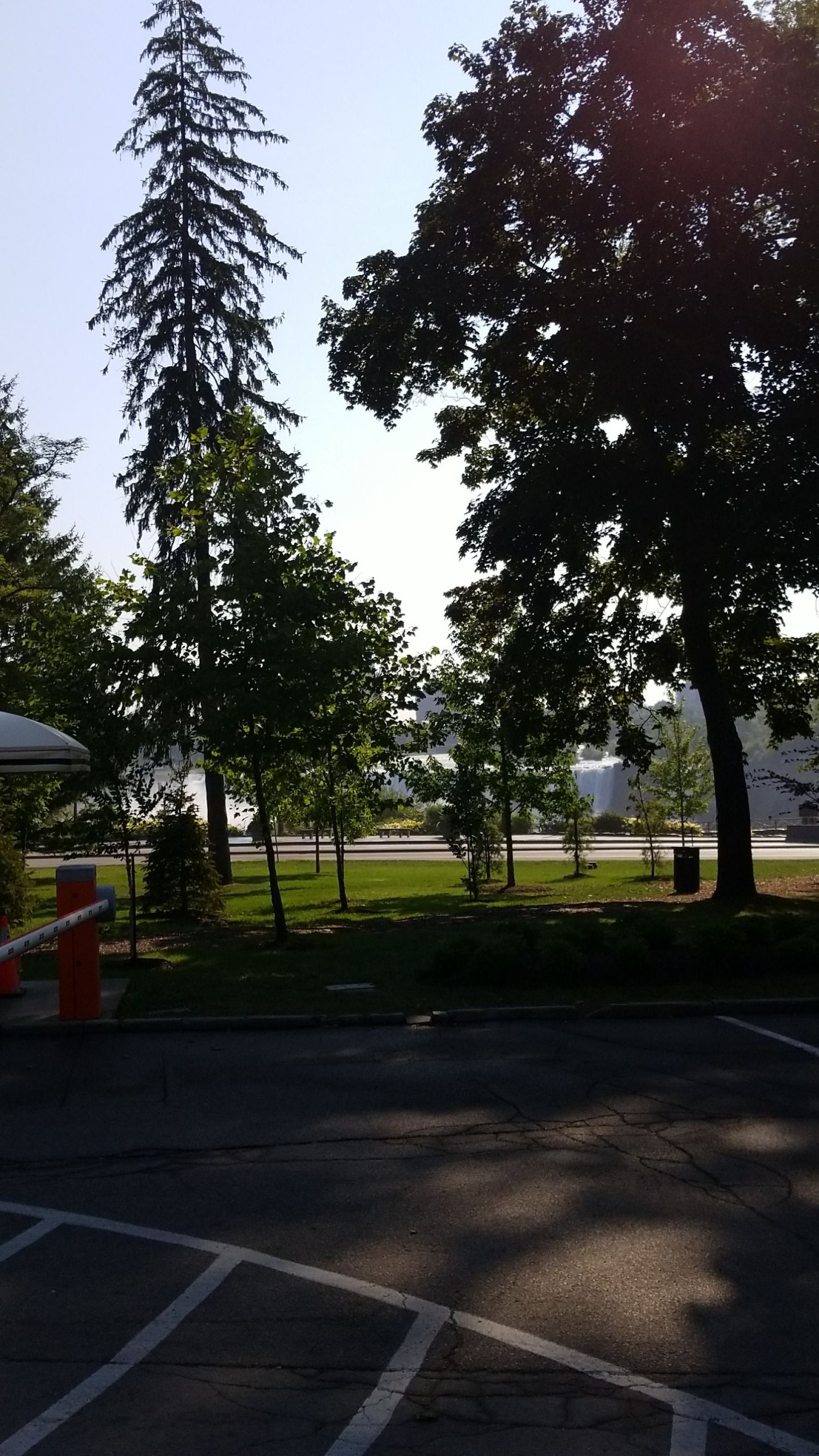
Vue depuis un parking.

| 2001   | 2006   | 2011   | 2016   |
| ------ | ------ | ------ | ------ |
| 78 815 | 82 184 | 82 997 | 88 071 |

## Culture locale

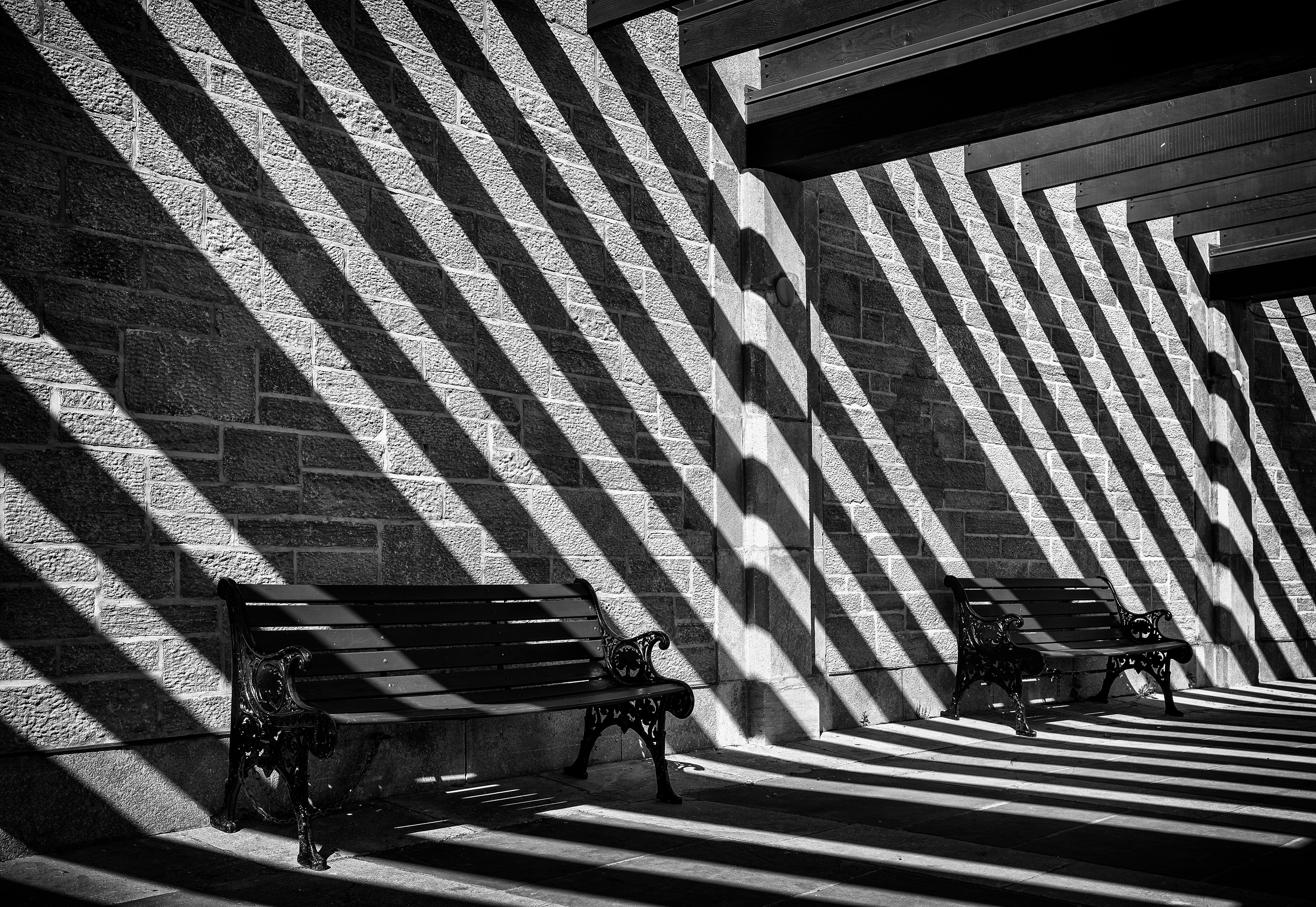
Des bancs à l'Oakes Garden Theatre à Niagara Falls. Juin 2021.

### Personnalités liées à la ville

#### Naissances
- Derek Sanderson, joueur de hockey sur glace, y est né en 1946.
- Denis Levasseur, acteur, y est né en 1956.
- Chris Haslam, skateboarder, y est né en 1980.
- Joel Thomas Zimmermann, DJ connu sous le pseudonyme Deadmau5, y est né en 1981.
- Sarah Rotella, directrice artistique, y est née en 1986.
- Isabelle Rezazadeh, DJ connue sous le pseudonyme Rezz, y est née en 1995.
- Christian Distefano, acteur, y est né en 2005.

## Voir aussi

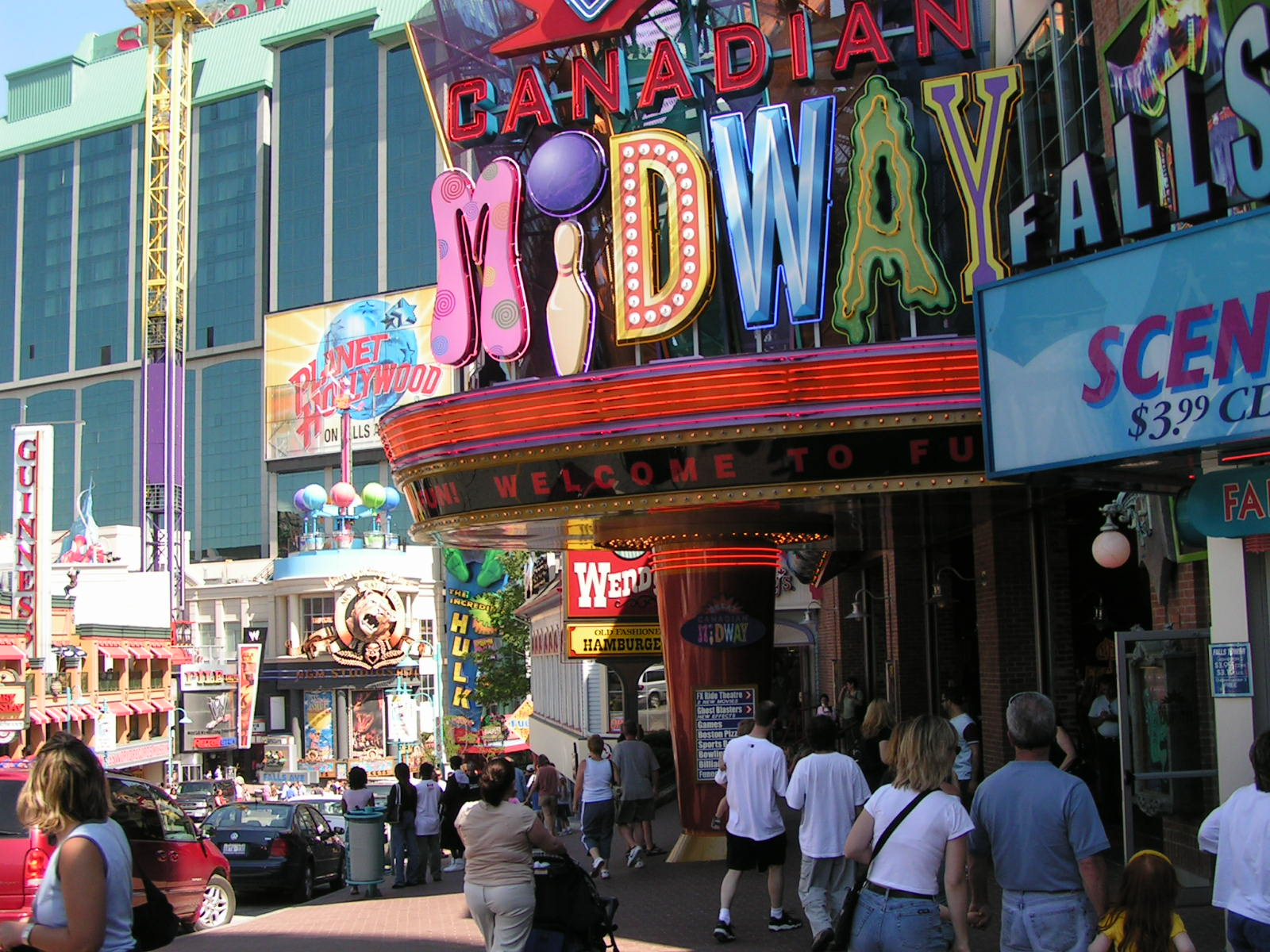
Amusements.